# Línia 6 del metro de París
La línia 6 del metro de París és una de les setze línies del metro de París. forma una línia semicircular al sud de París entre les estacions de Charles de Gaulle - Étoile a l'oest i Nation a l'est.
Juntament amb la línia 2 forma un ruta circular i per aquesta raó originàriament un tram de la línia portava l'índex 2 sud o Circulaire sud. La línia 6 té una longitud de 13,6 quilòmetres, 6,1 aèris i és equipat per material rodant pneumàtic.

## Història

### Cronologia
- 2 d'octubre de 1900: el tram entre Etoile i Trocadéro obra com una ampliació de la línia 1.
- 6 de novembre de 1903: es perllonga la línia de Trocadéro fins a Passy i esdevé línia 2 sud.
- 24 d'abril de 1906: la línia 2 sud s'amplia fins a Place d'Italie.
- 14 d'octubre de 1907: la línia 2 sud s'incorpora a la línia 5.
- 1 de març de 1909: s'obra la línia 6 entre Place d'Italie i Nation.
- 12 d'octubre de 1942: el tram entre Etoile i Place d'Italie es traspassa de la línia 5 a la línia 6 (Place d'ITalie - Nation).
- 1974: les vies es reconverteixen per a material pneumàtic.